# Piper mexiae
Piper mexiae är en pepparväxtart som beskrevs av Trel. & Yunck.. Piper mexiae ingår i släktet Piper och familjen pepparväxter. Inga underarter finns listade i Catalogue of Life.